# Glückliche Reise – Namibia
Glückliche Reise – Namibia ist ein deutscher Fernsehfilm von Stefan Bartmann. Die Produktion des 17. Teils der Fernsehreihe Glückliche Reise erfolgte im Januar und Februar 1993 in Windhoek und Swakopmund, am Erongogebirge und in der Namib in Namibia. Der Film hatte seine Premiere am 25. November 1993 auf ProSieben.

## Besetzung
Die Flugzeugbesatzung besteht aus Kapitän Viktor Nemetz (Juraj Kukura), seinem Co-Piloten Rolf Erhardt (Volker Brandt) sowie den Stewardessen Sabine Möhl (Alexa Wiegandt), Alexandra Peters (Claudine Wilde) und Eva Fabian (Sandra Krolik). Die Reiseleiter Sylvia Baretti und Andreas von Romberg werden von Conny Glogger und Thomas Fritsch gegeben. Als Gastdarsteller sind Michaela May, Christian Kohlund, Janette Rauch, Peter Hofmann, Günther Kaufmann, Mady Rahl und Martin Halm zu sehen. 

## Handlung
Rolf Erhardt begibt sich mit der hübschen und reichen Vivian Goldberg auf eine Safari. Vivian möchte unbedingt eine Jagdtrophäe erbeuten. Versehentlich gelangen sie nicht in das zugewiesene Jagdrevier, sondern auf das Farmgebiet des Tierschützers und Sonderlings Lance Lorenson. Diesem gelingt es allmählich, Vivien von ihren Jagdabsichten abzubringen.
Die Urlauber Lisa Schubert und Rüdiger Belheim planen eine gemeinsame Zukunft. Mischa, Lisas Sohn, weiß nichts von diesen Absichten. Alle Versuche Rüdigers, mit Mischa eine freundschaftliche Beziehung aufzubauen, werden von Mischa als lästig empfunden und brüsk abgelehnt. Das ändert sich erst, als Rüdiger, der von Beruf Rettungsflieger ist, ihn im Hubschrauber zu einem Einsatz in der Wüste mitnimmt.
Die Reiseleiter Sylvia und Andreas sowie die Stewardessen Sabine, Alexandra und Eva machen jeweils einen Safari-Trip durch die Namib. Für beide Gruppen ist es keine sonderlich erfolgreiche Unternehmung. Sylvia und Rolf erleiden eine Reifenpanne und müssen sich zu Fuß auf den Weg machen, die Stewardessen gelangen in die Fänge einer seltsamen Käfer sammelnden Farmerin, die die drei Damen für Diebinnen hält und festsetzt.